# La Gardienne des clés
La Gardienne des clés est le dix-septième tome de la série de bande dessinée Thorgal, dont le scénario a été écrit par Jean Van Hamme et les dessins réalisés par Grzegorz Rosiński.

## Synopsis
Un vieil ennemi de Thorgal, le serpent Nidhogg, apparu dans L'Enfant des étoiles, sauve de son supplice éternel un autre de ses anciens adversaires, Volsung de Nichor, rencontré dans Les Trois Vieillards du pays d'Aran, pour en faire son serviteur. Il lui confie une mission qui doit permettre à Niddhogg d'accroître ses pouvoirs et à Volsung de se venger de Thorgal : neutraliser la Gardienne des clés, gardienne de l'harmonie entre les mondes. Pour cela, Volsung s'empare de la ceinture de la Gardienne des clés. Pour s'assurer de la réussite de son plan machiavélique, Niddhogg confère à Volsung le pouvoir de prendre l'apparence de Thorgal, ce qui lui permet de mettre ses crimes sur le compte du héros.

## Publication
- Le Lombard, juin 1991  (ISBN 2-8036-0932-0)
- Le Lombard, janvier 2000  (ISBN 2-80361-461-8)
- Le Lombard, septembre 2015  (ISBN 978-2-8036-0932-1)